# Peridontodesmus phanus
Peridontodesmus phanus är en mångfotingart som först beskrevs av Chamberlin 1943.  Peridontodesmus phanus ingår i släktet Peridontodesmus och familjen Cryptodesmidae. Inga underarter finns listade i Catalogue of Life.